# Campionat del Món de motociclisme de 2000
La temporada de 2000 del Campionat del món de motociclisme fou la 52a edició d'aquest campionat, organitzat per la FIM. Kenny Roberts Jr. va confirmar la promesa del seu subcampionat de 1999 guanyant el campionat de 500cc a dues curses del final. El seu títol va ser l'últim d'un pilot de Suzuki fins al de Joan Mir del 2020. Aquella temporada va debutar a la categoria reina Valentino Rossi, que tot i començar amb caigudes a les dues primeres rondes i caure també a Xest, va quedar subcampió al seu primer any en la categoria, amb dues victòries i vuit podis. Garry McCoy va aconseguir tres victòries amb el seu espectacular estil de derrapatge amb les dues rodes; el seu ús de pneumàtics de 16,5" (420 mm) va promoure una transició general a aquesta mida, tot i que ja l'havia fet servir anteriorment als 500cc Kevin Schwantz.
El campió vigent Àlex Crivillé va tenir una temporada decebedora, afectat per una malaltia indeterminada i un nou motor NSR amb una corba de potència difícil de gestionar. Al respecte, Jeremy Burgess va dir: «Al mig del revolt, en la transició per tornar a la potència, el motor afluixava perquè tota la potència se n'havia anat amunt. No es podia transferir el pes amb l'accelerador de la part anterior a la posterior sense sentir aquesta feblesa. Això feia que es tendís a obrir massa l'accelerador... i llavors passaven coses». A la tercera ronda, Honda va començar a tornar a fer servir moltes de les peces de 1999; Rossi i Burgess, per la seva banda, van decidir de fer servir el xassís del 2000 amb el motor de 1999.

## Campions del món
Pilots
| 125cc             | 250cc          | 500cc             |
| ----------------- | -------------- | ----------------- |
| Roberto Locatelli | Olivier Jacque | Kenny Roberts Jr. |

Constructors
| 125cc | 250cc  | 500cc  |
| ----- | ------ | ------ |
| Honda | Yamaha | Yamaha |

## Grans Premis

### Sistema de puntuació
Barem de puntuació de 1993 ençà:
| Posició | 1  | 2  | 3  | 4  | 5  | 6  | 7 | 8 | 9 | 10 | 11 | 12 | 13 | 14 | 15 |
| Punts   | 25 | 20 | 16 | 13 | 11 | 10 | 9 | 8 | 7 | 6  | 5  | 4  | 3  | 2  | 1  |

### Calendari
| Cursa | Data           | Gran Premi                            | Circuit        |
| ----- | -------------- | ------------------------------------- | -------------- |
| 1     | 19 de març     | Gran Premi d'Àfrica                   | Welkom         |
| 2     | 2 d'abril      | Gran Premi de Malàisia                | Sepang         |
| 3     | 9 d'abril      | Gran Premi del Japó                   | Suzuka         |
| 4     | 30 d'abril     | Gran Premi d'Espanya                  | Jerez          |
| 5     | 14 de maig     | Gran Premi de França                  | Le Mans        |
| 6     | 28 de maig     | Gran Premi d'Itàlia                   | Mugello        |
| 7     | 11 de juny     | Gran Premi de Catalunya               | Catalunya      |
| 8     | 24 de juny ††  | Dutch TT                              | Assen          |
| 9     | 9 de juliol    | Gran Premi de Gran Bretanya           | Donington Park |
| 10    | 23 de juliol   | Gran Premi d'Alemanya                 | Sachsenring    |
| 11    | 20 d'agost     | Gran Premi de la República Txeca      | Brno           |
| 12    | 3 de setembre  | Gran Premi de Portugal                | Estoril        |
| 13    | 17 de setembre | Gran Premi de la Comunitat Valenciana | Ricardo Tormo  |
| 14    | 7 d'octubre †† | Gran Premi de Rio de Janeiro          | Jacarepaguá    |
| 15    | 15 d'octubre   | Gran Premi del Pacífic                | Motegi         |
| 16    | 29 d'octubre   | Gran Premi d'Austràlia                | Phillip Island |

†† = Cursa en dissabte

### Guanyadors
| Cursa | Gran Premi                            | 125cc             | 250cc          | 500cc              | Resultats |
| ----- | ------------------------------------- | ----------------- | -------------- | ------------------ | --------- |
| 1     | Gran Premi d'Àfrica                   | Arnaud Vincent    | Shinya Nakano  | Garry McCoy        | Resultat  |
| 2     | Gran Premi de Malàisia                | Roberto Locatelli | Shinya Nakano  | Kenny Roberts, Jr. | Resultat  |
| 3     | Gran Premi del Japó                   | Youichi Ui        | Daijiro Kato   | Norick Abe         | Resultat  |
| 4     | Gran Premi d'Espanya                  | Emili Alzamora    | Ralf Waldmann  | Kenny Roberts, Jr. | Resultat  |
| 5     | Gran Premi de França                  | Youichi Ui        | Tohru Ukawa    | Àlex Crivillé      | Resultat  |
| 6     | Gran Premi d'Itàlia                   | Roberto Locatelli | Shinya Nakano  | Loris Capirossi    | Resultat  |
| 7     | Gran Premi de Catalunya               | Simone Sanna      | Olivier Jacque | Kenny Roberts, Jr. | Resultat  |
| 8     | Dutch TT                              | Youichi Ui        | Tohru Ukawa    | Alex Barros        | Resultat  |
| 9     | Gran Premi de Gran Bretanya           | Youichi Ui        | Ralf Waldmann  | Valentino Rossi    | Resultat  |
| 10    | Gran Premi d'Alemanya                 | Youichi Ui        | Olivier Jacque | Alex Barros        | Resultat  |
| 11    | Gran Premi de la República Txeca      | Roberto Locatelli | Shinya Nakano  | Max Biaggi         | Resultat  |
| 12    | Gran Premi de Portugal                | Emili Alzamora    | Daijiro Kato   | Garry McCoy        | Resultat  |
| 13    | Gran Premi de la Comunitat Valenciana | Roberto Locatelli | Shinya Nakano  | Garry McCoy        | Resultat  |
| 14    | Gran Premi de Rio de Janeiro          | Simone Sanna      | Daijiro Kato   | Valentino Rossi    | Resultat  |
| 15    | Gran Premi del Pacífic                | Roberto Locatelli | Daijiro Kato   | Kenny Roberts, Jr. | Resultat  |
| 16    | Gran Premi d'Austràlia                | Masao Azuma       | Olivier Jacque | Max Biaggi         | Resultat  |

## Galeria

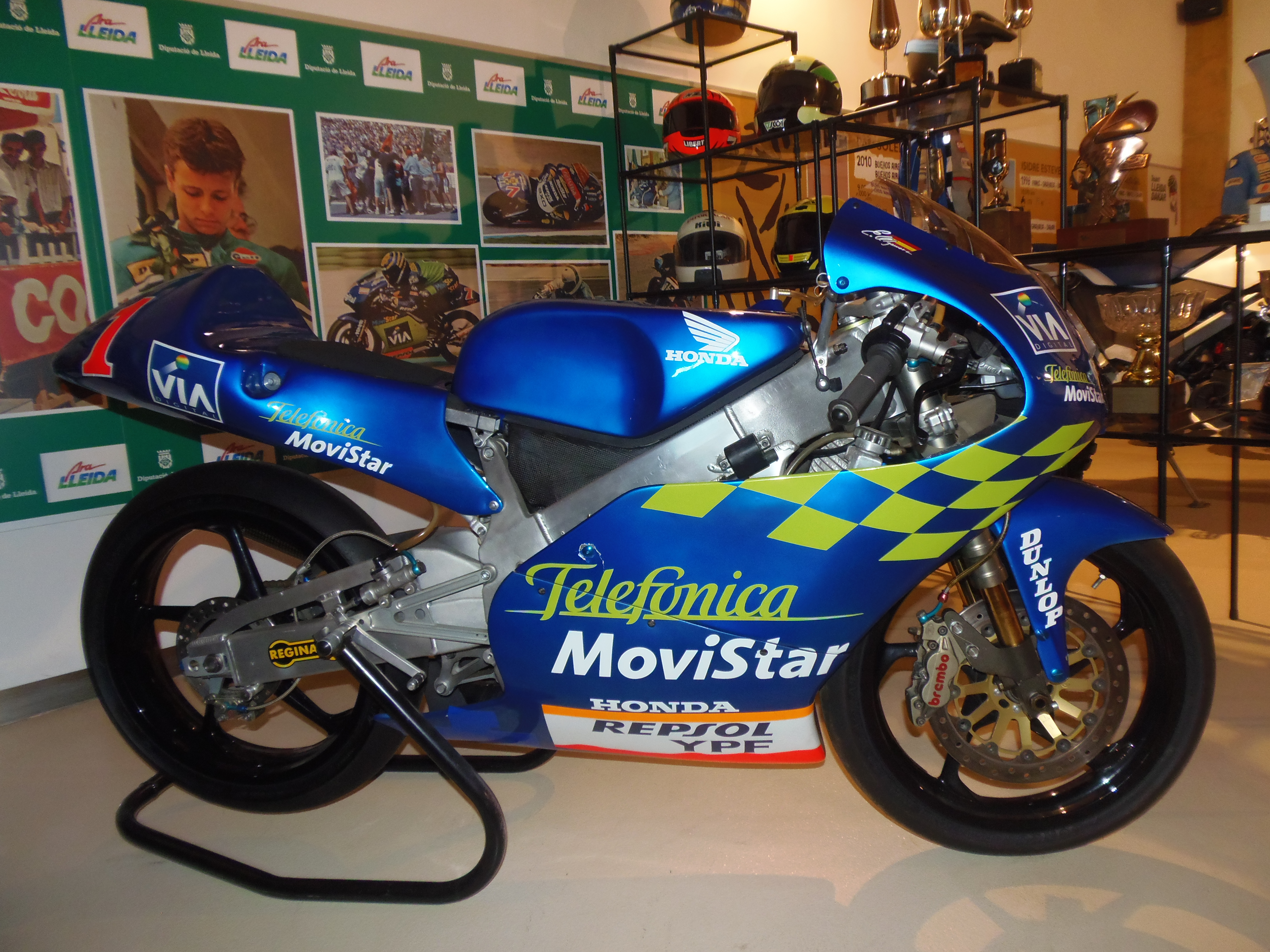
L'Honda RS125R amb què Emili Alzamora fou tercer als 125cc
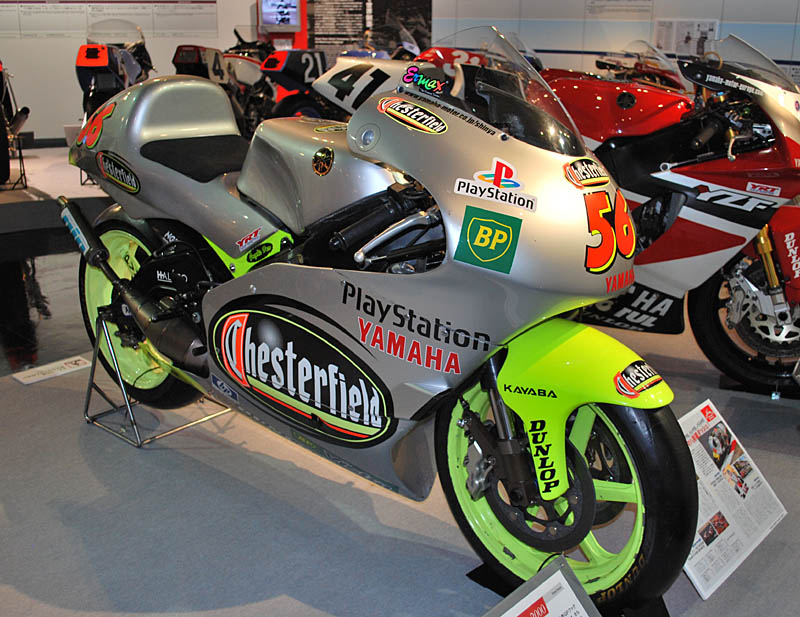
La Yamaha YZR250 amb què Shinya Nakano fou subcampió de 250cc
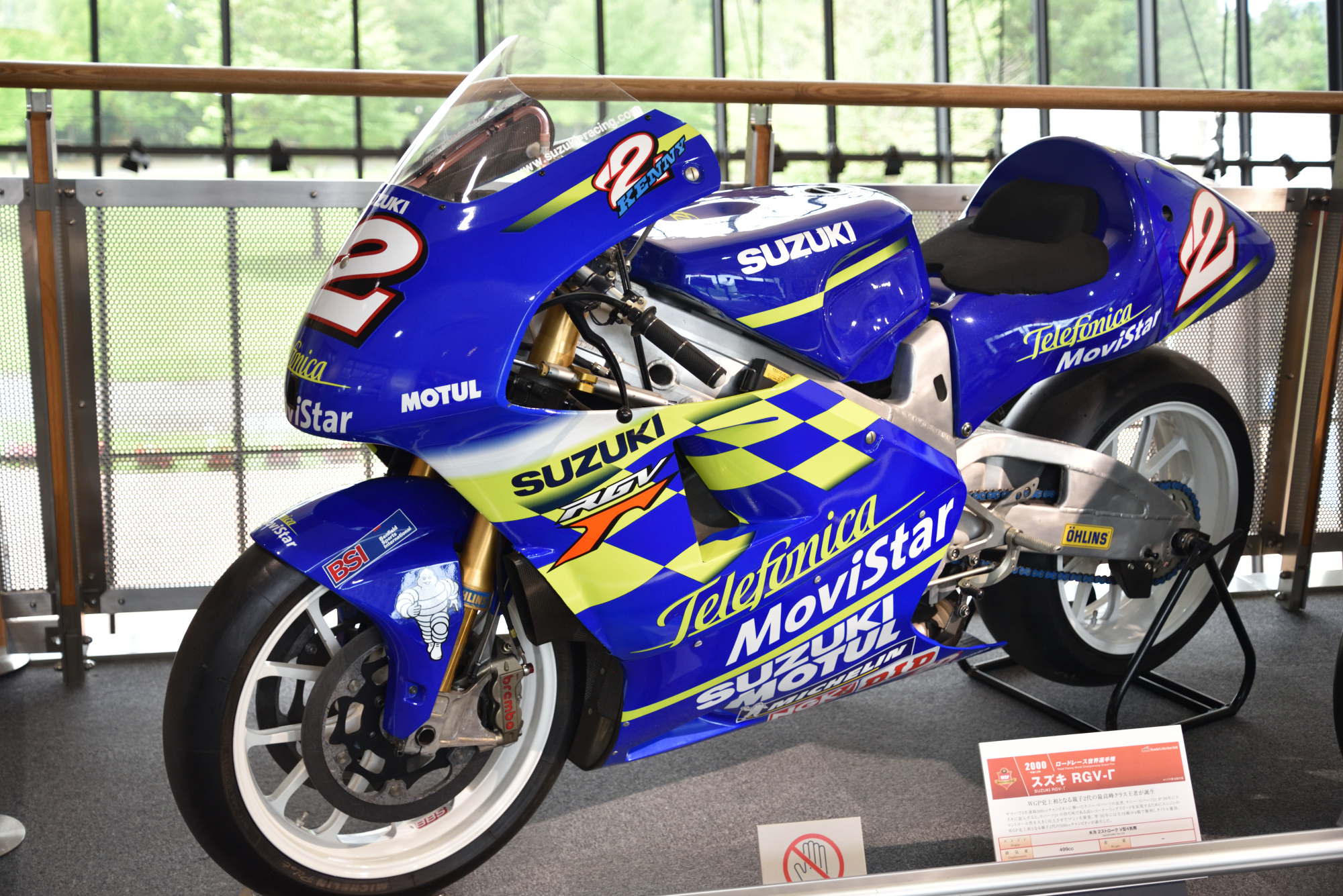
La Suzuki RGV Γ 500 amb què Kenny Roberts Jr. fou campió de 500cc
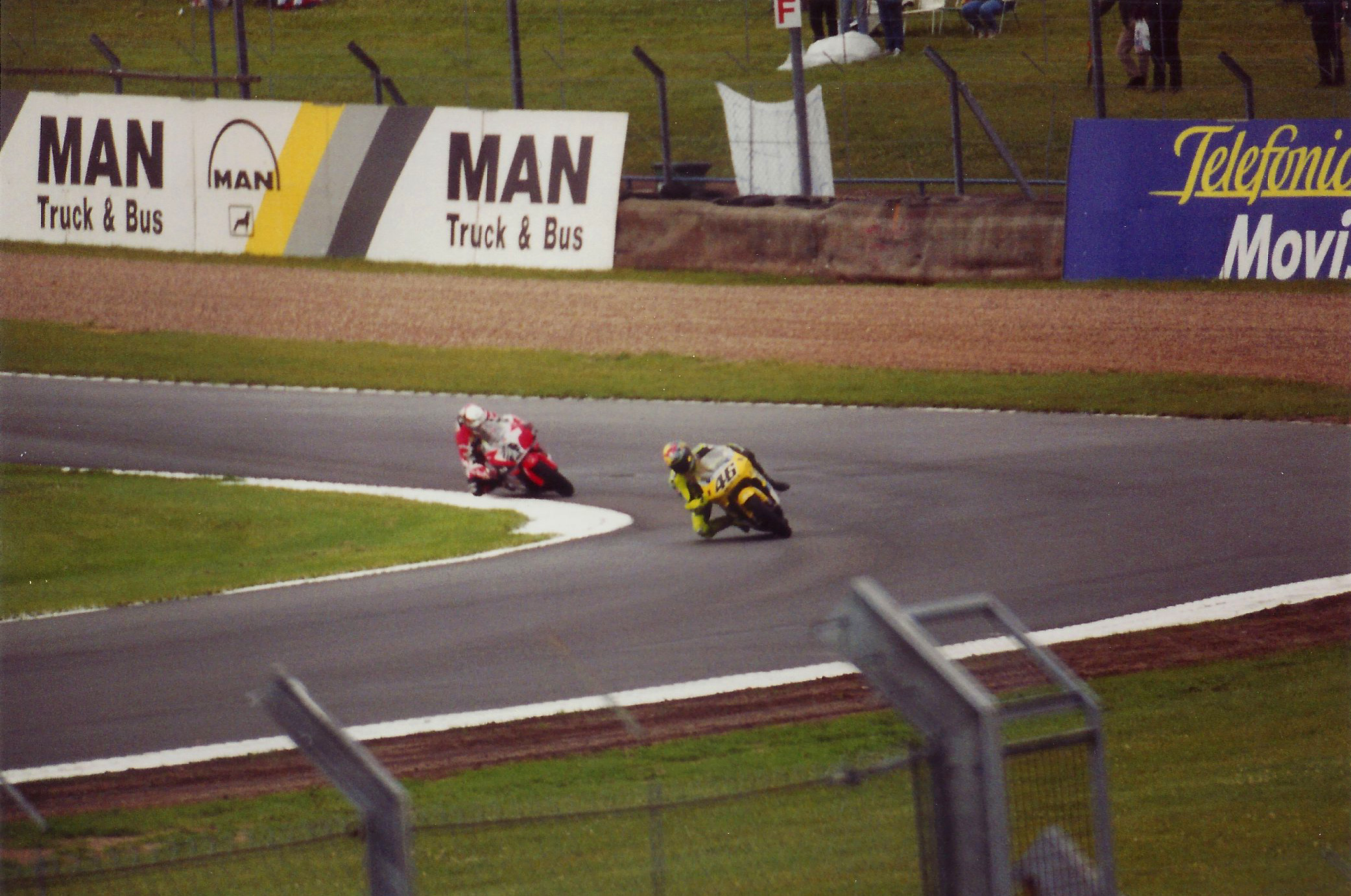
Valentino Rossi (46), subcampió de 500cc
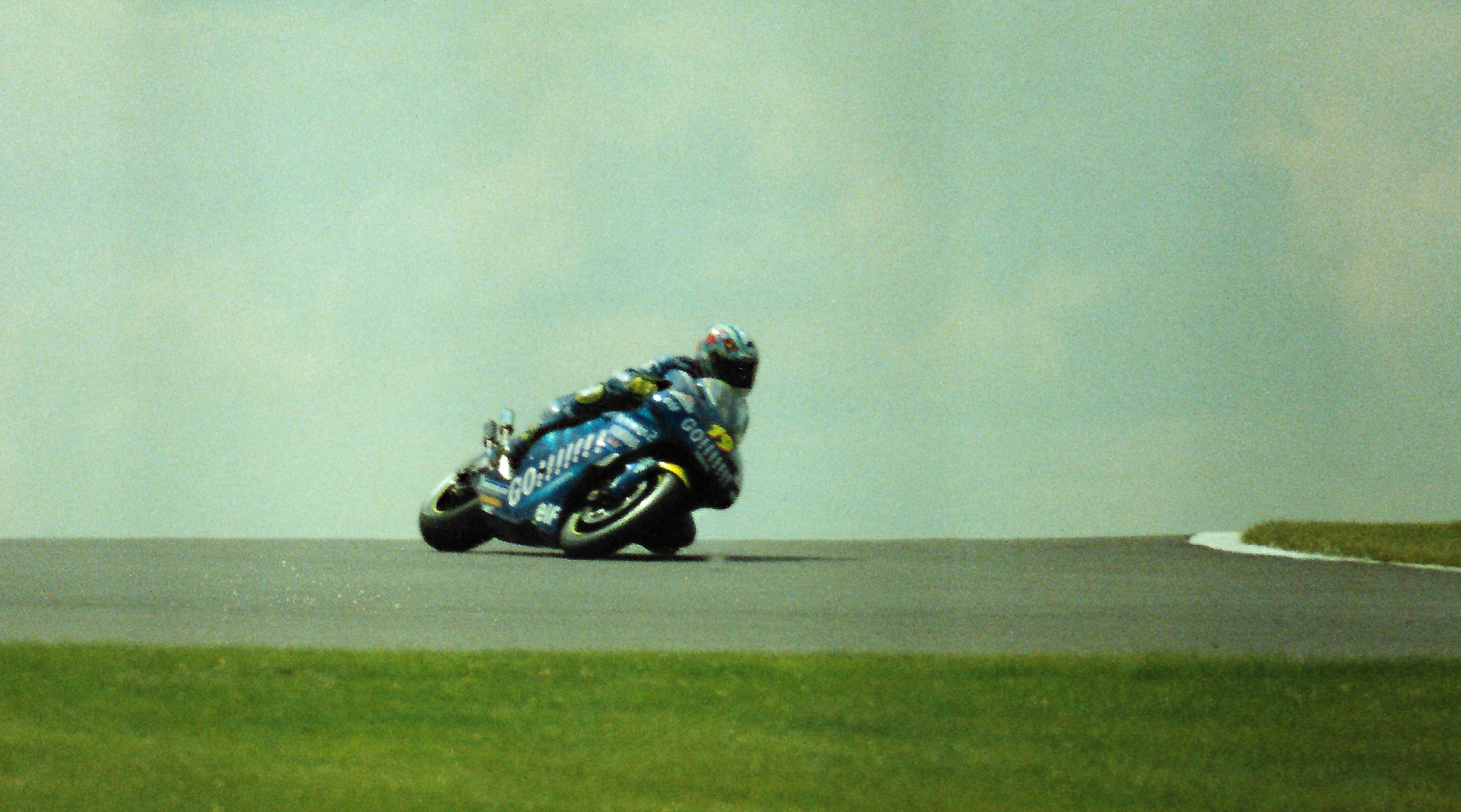
Olivier Jacque, campió de 125cc

## Classificació dels pilots

### 500 cc
(Llegenda) (En negreta - Pole; En cursiva - Volta ràpida)
- Els pilots marcats en blau optaven al premi Debutant de l'any.